# Cibles (hegység)
A Cibles vagy Széples (románul Munții Țibleș) hegység Romániában, Erdélyben, a Keleti-Kárpátok belső vonulatának déli részén, a Vihorlát–Gutin-hegyvidék része. Nyugatról a Gutin-hegység és a Lápos-hegység, keletről a Radnai-havasok határolja. Legmagasabb pontja a Bran (1840 m), ezt követik a Cibles (1839 m) és az Arcer (1830 m).

## Földrajz
A Radnai-havasoktól az Iza és Szalva közti  877 méter magasságú Szacsuli-nyereg választja el, míg a Lápos-hegységtől a Jád-patak és az Ilosva-patak közti nyereg.
A Széples fő gerince a Szacsuli-hágótól délnyugatra húzódik, a Széples-csúcsnál azonban északnyugatra kanyarodik és folytatásában közvetlenül a Lápos-hegységgel függ össze.